# Grace of my heart
「Grace of my heart」（グレイス・オブ・マイ・ハート）はMAXの11枚目のシングルである。1998年9月9日発売。

## 概要
- シングルとしては初のミディアムテンポのナンバー。
- 前作からわずか1ヶ月半という短期間でのリリース。
- オリコンではモーニング娘。の「抱いてHOLD ON ME!」に押され、1年半ぶりのシングル1位獲得はならなかった。
- 倉木麻衣が16歳の頃、オーディションで歌ったのがMAXの「Grace of my heart」である。[1]
- 2020年に公式YouTubeチャンネルで定点ダンス動画が公開された。

## 収録曲
1. Grace of my heart
作詞：海老根祐子 / 作曲：鈴木健治 / 編曲：安部潤
2. GETTING OVER
作詞：松井五郎 / 作曲・編曲：横山輝一
3. Grace of my heart (Original Karaoke)
4. GETTING OVER (Original Karaoke)

## タイアップ
- Grace of my heart
  - ブルボン「コミュニケースガム」CMソング（本人出演）
- GETTING OVER
  - ダイドー「mistio」CMソング

## 収録アルバム
Grace of my heart
- MAXIMUM GROOVE (#11)
- MAXIMUM COLLECTION (Disc-1 #12)
- PRECIOUS COLLECTION 1995-2002 (Disc-1 #11)
- MAXIMUM PERFECT BEST (Disc-1 #11)
- SUPER EUROBEAT presents HYPER EURO MAX (#11, MAXIMUM Mix)
- NEW EDITION 〜MAXIMUM HITS〜 (#11, Ryosuke Nakanishi aka studio-R MIX)

GETTING OVER
- MAXIMUM GROOVE (#4)